# Rundpipig ost

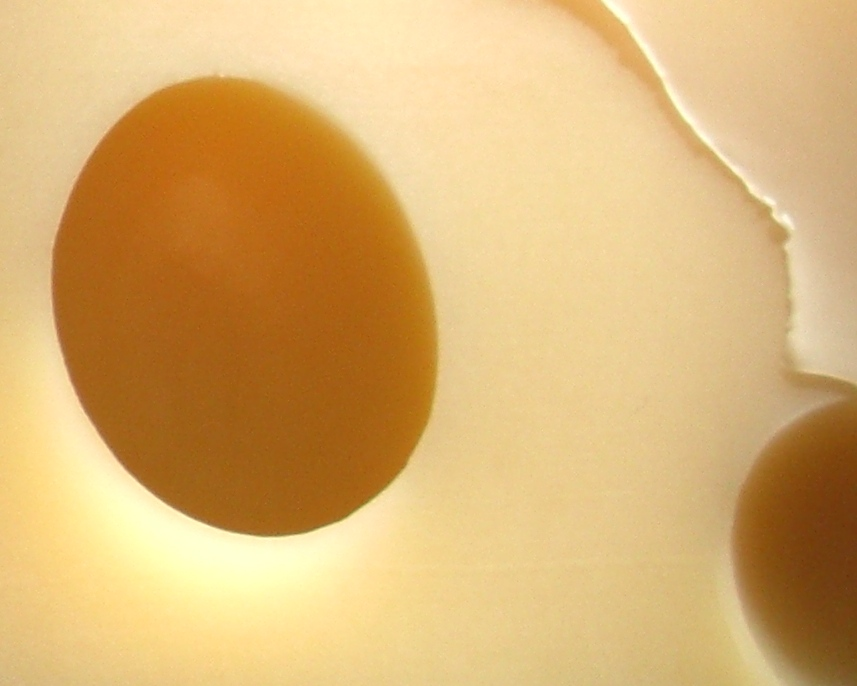
Emmentaler

Med rundpipig ost menas att ostens snittyta är perforerad av ett fåtal runda, regelbundna hålrum, som kallas pipor. Bland svenska ostar finns Herrgårdsost och Grevé.